# Crioceris asparagi
Espèce
Le criocère de l'asperge, Crioceris asparagi, est une espèce de petits coléoptères de la famille des Chrysomelidae (ou chrysomèles) qui est originaire d'Europe.

## Description
Ses élytres sont noirs, marqués de taches rectangulaires claires plutôt jaunâtres, ses pattes et antennes sont noires. Le pronotum est brun rougeâtre et cylindrique. L'abdomen est discrètement caché sous les élytres. La face ventrale est noire. La griffe centrale située à l'extrémité de la patte est courte.

## Alimentation
Les adultes, comme les larves, se nourrissent des asperges bien développées, dont ils rongent l'épiderme vert des rameaux, ce qui peut entraîner leur dépérissement en cas de pullulement.

## Comportement
L'imago vole rapidement et il sait très bien se dissimuler en tournant autour des rameaux suffisamment épais et, au besoin, en se laissant tomber dans la végétation ou sur le sol.
Il peut striduler faiblement pour effrayer un prédateur.

## Espèce nuisible
Crioceris asparagi est considéré comme une espèce nuisible dans les cultures d'asperges.
Espèce proche
Crioceris duodecimpunctata, le Criocère à douze points présente le même comportement et peut coexister à l'état d'œufs, de larves ou d'adultes avec Crioceris asparagi sur les asperges. Il apparaît plus tard et s'attaque davantage aux fruits, ce qui facilite la coexistence.